# Sun and Steel
Sun and Steel je šesté a zároveň poslední studiové album americké rockové skupiny Iron Butterfly. Vydalo jej v říjnu 1975 vydavatelství MCA Records a jeho producentem byl John Ryan. Z desky pochází dva singly: „Beyond the Milky Way“ (na B-straně „Get It Out“) a „I'm Right, I'm Wrong“ (zkrácená verze, 3:50; na B-straně „Free“). Na albu se nachází také píseň „Scorching Beauty“. Stejný název neslo i předchozí album skupiny – Scorching Beauty.

## Seznam skladeb
| Pořadí | Název                    | Autor                          | Délka |
| ------ | ------------------------ | ------------------------------ | ----- |
| 1.     | Sun and Steel            | Erik Brann                     | 4:01  |
| 2.     | Lightnin'                | Bill DeMartines, Philip Kramer | 3:02  |
| 3.     | Beyond the Milky Way     | Ron Bushy, DeMartines          | 3:38  |
| 4.     | Free                     | Brann                          | 2:41  |
| 5.     | Scion                    | Brann                          | 5:02  |
| 6.     | Get It Out               | Brann                          | 2:53  |
| 7.     | I'm Right, I'm Wrong     | DeMartines, Kramer             | 5:27  |
| 8.     | Watch the World Going By | Brann                          | 2:59  |
| 9.     | Scorching Beauty         | Brann                          | 6:42  |

## Obsazení
- Erik Brann – kytara, zpěv
- Ron Bushy – bicí
- Alex Quigley – marimba, doprovodný zpěv, tamburína
- Phil Kramer – basová kytara, zpěv
- Bill DeMartines – klávesy, zpěv